# T. L. Osborn

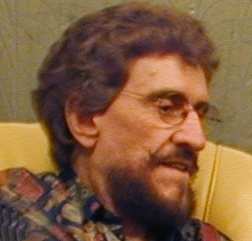
T. L. Osborn

Tommy Lee Osborn (* 23. Dezember 1923 in Pocasset, Oklahoma; † 14. Februar 2013 in Tulsa, Oklahoma) war ein US-amerikanischer Pfingstpastor, Heilungsevangelist, Fernsehprediger und Autor.

## Leben
T. L. Osborn wurde 1923 als siebtes von dreizehn Kinder von Charles und Mary Osborn geboren. Seine Eltern waren arme Bauern und nicht praktizierende Baptisten. Er wuchs zuerst in Pocasset und ab 1930 in Skedee, Oklahoma, auf. 1937 bekehrte er sich nach einem Pfingstgottesdienst in Mannford, Oklahoma zum Christentum und soll bald darauf die Stimme Gottes vernommen haben, dass er ein Evangelist werden solle. Während des Besuchs einer Kirchengemeinde in Sand Springs, Oklahoma, traf er den Reiseevangelisten Oral Roberts, dessen Veranstaltungen er eine Zeit lang musikalisch unterstützte. Sich seiner geistlichen Berufung gewiss, brach er die Schule 1939 ab und schloss sich dem Reiseevangelisten E. M. Dillard an, mit dem er durch Oklahoma, Arkansas und Kalifornien zog. Auf einer ihrer Evangelisationsveranstaltungen in Los Banos, Kalifornien, lernte er 1941 Daisy Washburn († 1995) kennen, die er im darauffolgenden Jahr heiratete. Gemeinsam mit seiner Frau reiste er als Evangelist der Pfingstbewegung umher, ehe er 1944 Pastor des Montaville Tabernacles in Portland, Oregon wurde. Sein missionarischer Eifer führte ihn 1945 nach Indien, doch er erkrankte dort und musste erfolglos in die USA zurückkehren. Er trat zeitweise die Pastorenstelle einer Pfingstgemeinde in McMinnville, Oregon an, ehe er 1947 wieder nach Portland, Oregon, zog.
Im November desselben Jahres hielt William Branham im Rahmen des Healing Revivals eine Heilungsveranstaltung in Portland ab, der Daisy Osborn beiwohnte. Als sie ihrem Mann begeistert von der Heilungslehre Branhams berichtete, entschied sich T. L. Osborn fortan ebenfalls einen Heilungsdienst anzubieten. Wie viele andere neu auftretende Heilungsevangelisten erfuhr T. L. Osborn Unterstützung durch Gordon Lindsay und „The Voice of Healing“. Osborn nahm sich William Branham ebenso wie dessen Mentor und Begleiter F. F. Bosworth zum Vorbild, betonte jedoch im Gegensatz zu anderen Heilungsevangelisten nicht so sehr die Endzeit, sondern die Liebe Gottes. Nichtsdestotrotz erwartete T. L. Osborn die baldige Wiederkunft Christi und stand der New Order of the Latter Rain-Bewegung nahe. Mit dem Ziel, so viele Menschen wie möglich für den Glauben zu gewinnen, gründeten T. L. und Daisy Osborn 1949 in Tulsa, Oklahoma das Missionswerk Osborn Ministries International, das sich die weltweite Mission zur Aufgabe machte und der 1953 die Gründung der Association for Native Evangelism folgte.
Die missionarischen Reisen der Osborns führten sie nach Mittel- und Südamerika, Europa, Afrika und Asien, insgesamt besuchten sie etwa fünfzig Staaten. Ihre Veranstaltungen wurden nicht selten von über 100.000 Menschen besucht und von Wundern und Heilungen begleitet. 1951 veröffentlichte T. L. Osborn das Buch Healing the Sick, das sich bis zum Jahr 2000 über 1 Million Mal verkaufte. 1956 gründete er mit den damals 17 Mitarbeitern eine Zeitschrift in Tulsa mit dem Namen Faith Digest (deutsch: Glaubenssammlung), wo sich auch die Zentrale seines Missionswerk befand. Faith Digest erschien zuerst mit einer Auflage von 12.000 Stück, und konnte in wenigen Jahren auf 250.000 Exemplare pro Monat gesteigert werden. Neben der Schriftenverbreitung nutzte er die Radio- und Fernseh-Evangelisation unter dem Titel Täglich gute Neuigkeiten (englisch: Good News Daily). Seine Arbeit mit Filmen unter dem Namen Osborn DocuMiracle films and videos wurde in 70 Sprachen übertragen und in 115 Ländern ausgestrahlt.
In den 60er Jahren gab es in USA eine Erweckungsbewegung unter jungen Leuten, die zur damaligen Jesus-People-Bewegung führte. Osborn versuchte auch, Teil dieser Bewegung zu werden und passte seine Sprache nun einem jüngeren Publikum an. In den 70er Jahren gehörten die Osborns mit ihrem Missionswerk zu den größten pfingstlichen Missionsorganisationen der USA, mit The Osborn National Missionary Assistance Program umfasste sie etwa 30.000 Missionare weltweit, die bis zu 150.000 Kirchen gegründet hatten.
Osborn starb 2013 in Tulsa, Oklahoma. Sein Werk wurde von seiner Tochter LaDonna C. Osborn, den Osborn Ministries International und The Osborn National Missionary Assistance Program fortgesetzt.

## Grundsätze
Für das von seiner Frau Daisy und ihm 1949 gegründete Missionswerk Osborn Ministries International formulierte er 1961 folgende Grundsätze:
1. Massenevangelisation mit 10.000 bis 100.000 teilnehmenden Personen werden angestrebt und durchgeführt.
2. Einheimische Missionare sollen das Evangelium predigen in unerreichten Gebieten; ausländische Missionare dagegen begleiten und fördern die einheimischen Evangelisten in etwa 60 Stationen, 70 Ländern und 50.000 Dörfern.
3. In Literatur investieren und viel davon verteilen, um Menschenseelen zu retten.
4. Filmprogramme sind Teil der Evangelisation und unterstützen die Verkündigung.
5. Bücher und Traktate sollen flächendeckend in den USA verteilt werden.
6. Aufnahmen und Kassetten von Osborns Predigten sollen verkauft und verteilt werden.
7. Die monatliche Zeitschrift Faith Digest wurde an 500.000 Haushalte in 113 Ländern verteilt.
8. Filme von Osborn stehen ausländischen Missionaren zur Verfügung.
9. Korrespondenz: Tausende Briefe kommen monatlich an und darin wird um Führung in geistlichen Fragen gebeten; sie werden ernst genommen und persönlich beantwortet.

## Schriften (Auswahl)
- Divine Healing Through Word Confession Power, 1949.
- Healing the Sick, 1951.
- Seven Steps to Receive Healing from Christ, 1955.
- Healing the Sick and Casting Out Devils, 1955.
- Healing en Masse, 1958.
- Soulwinning. Out where the Sinners are. A Classic on Biblical Christianity, 1967 und Harrison House Publishers, 2000, ISBN 978-1-60683-929-4.
- God’s Love Plan.
- The Good Life.
- The Message That Works.
- You Are God's Best! A Classic on Human Value, Harrison House Publishers, 2003, ISBN 978-1-60683-659-0.